# Sapura Diamante
Sapura Diamante – глибоководне будівельне та трубоукладальне судно, споруджене у 2014 році на замовлення компанії Sapura Navegacao Maritima (спільне підприємство малайзійської SapuraKencana та норвезької Seadrill).

## Характеристики

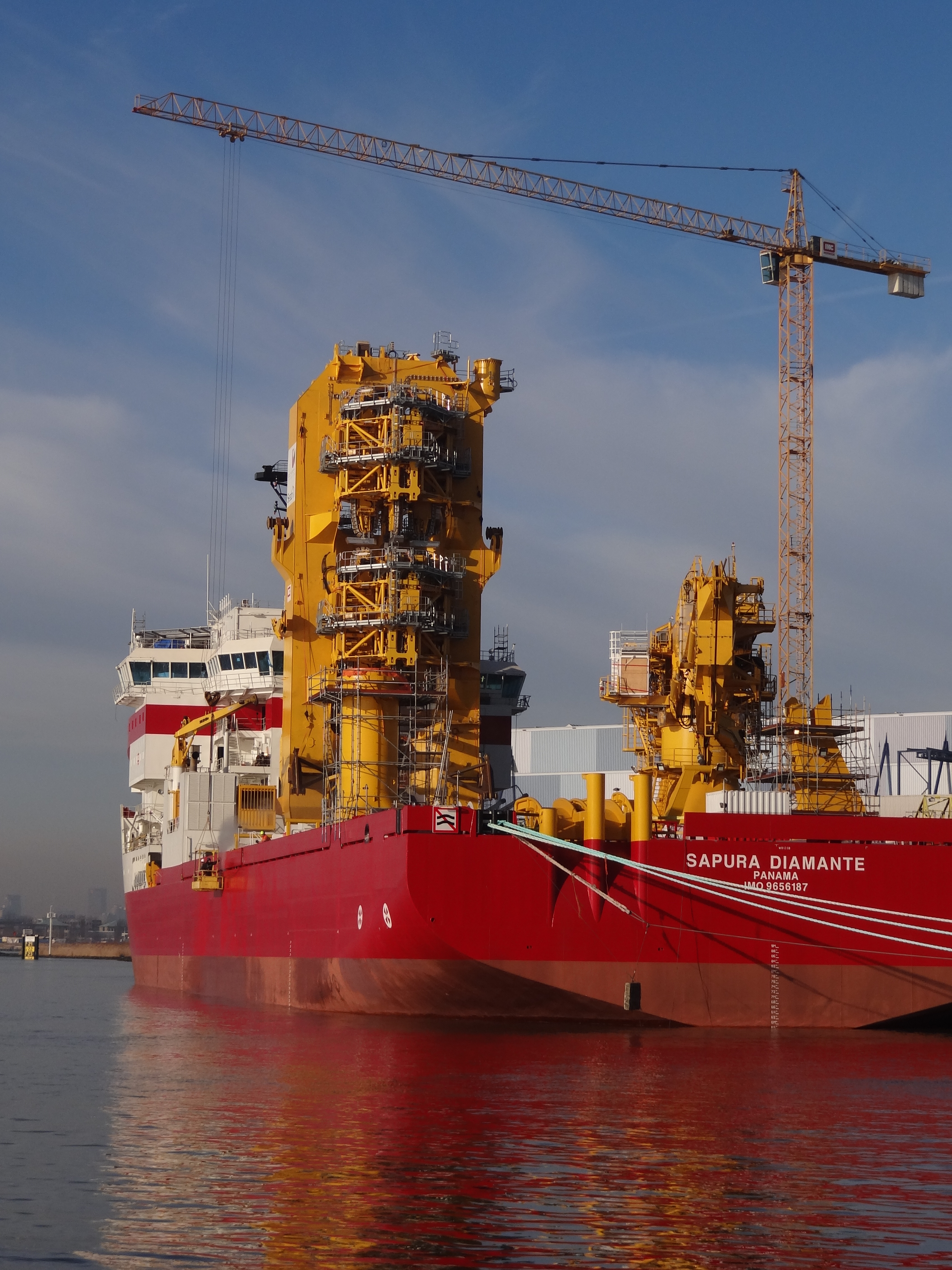
Січень 2014, Sapura Diamante із вже встановленою, проте не завершеною трубоукладальною вежею

Судно спорудила нідерландська компанія IHC Offshore & Marine на своїй верфі IHC Merwede у Krimpen aan den Ijssel (східна частина роттердамської агломерації). Для остаточного дообладнання воно прибуло до Східаму (західна сторона тієї ж агломерації), де у січні-лютому 2014-го пройшло процедуру встановлення основного обладнання, для чого залучили плавучий кран великої вантажопідйомності Matador 3.
Sapura Diamante здатне провадити будівельні роботи та укладання гнучких труб діаметрами від 100 до 630 мм на глибинах до 2500 метрів. Воно обладнане краном вантажопідйомністю 250 тон та трубоукладальною вежею з показником 550 тон. Гнучкі труби розміщуються під палубою на двох каруселях ємністю 2500 та 1500 тонн.
Судно має два дистанційно керовані підводні апарати (ROV), здатні виконувати завдання на глибинах до 3000 метрів.
Пересування до місця виконання робіт здійснюється із швидкістю до 14,7 вузла. Точність встановлення на позицію забезпечується системою динамічного позиціювання DP2. Силова установка складається з шести двигунів Wartsila потужністю по 3,84 МВт.
На борту наявні каюти для 120 осіб, а доставка персоналу та вантажів може здійснюватись з використанням гелікоптерного майданчика судна.

## Завдання судна
Sapura Diamante, як і ще п’ять подібних суден (наступне – Sapura Topazio – взагалі створене за точно таким же проектом), споруджували у відповідності до контракту з бразильською компанією Petrobras, яка провадить активне освоєння численних нафтових родовищ біля узбережжя цієї південноамериканської країни. Тривалість контракту становить 8 років з можливістю продовження на такий же період. При цьому самі розміри судна – довжина 146 метрів та відповідна для збереження потрібних характеристик остійності ширина – обрали з урахувань обмежень у портах Бразилії.